# Péronne-en-Mélantois
Péronne-en-Mélantois è un comune francese di 883 abitanti situato nel dipartimento del Nord nella regione dell'Alta Francia.

## Società

### Evoluzione demografica
Abitanti censiti